# Double Foyer
Pour plus de détails, voir Fiche technique et Distribution.
Double Foyer est une comédie dramatique française réalisée par Claire Vassé et sortie en 2023,.

## Fiche technique
Sauf indication contraire, les informations mentionnées dans cette section peuvent être confirmées par les bases de données cinématographiques IMDb et Allociné,  présentes dans la section « Liens externes ».
- Titre original : Double Foyer
- Réalisation : Claire Vassé
- Scénario : Claire Vassé, en collaboration avec Louis-Stéphane Ulysse
- Musique : Guillaume Aldebert
- Décors : Jean-Christophe Chalaguier
- Costumes : Anaïs Guglielmetti, Lucile Gardie
- Photographie : Aurélien Devaux
- Son : Christophe Penchenat, Josefina Rodriguez, Xavier Thibault
- Montage : Baptiste Saint-Dizier
- Production : Karine Blanc, Nathalie Landais et Michel Tavares
  - Coproduction : Salam Jawad
- Sociétés de production : Takami Productions
- Société de distribution : Nour Films
- Budget :
- Pays de production :  France
- Langue originale : français
- Format :
- Genre : Comédie dramatique
- Durée : 85 minutes
- Dates de sortie :
  - France : 
    - 2 octobre 2023 (Montreuil)
    - 21 février 2024 (en salles)

## Distribution
- Émilie Dequenne : Lili
- Max Boublil : Simon
- Arthur Roose : Abel
- Michel Jonasz : Jacques
- Pierre Rochefort : Julien
- Françoise Lebrun : Catherine
- Marie Raynal : Sandrine
- Michel Ferracci : Brice
- Bettina Lemaire-Tall : Soizic
- Dorothée Pousséo : Chloé
- Corinne Mariotto : la boulangère
- Régis Lux : Patrick
- Mikaël Alhawi : le banquier

## Production
Le film est situé et tourné à Toulouse.